# Campeonato Sul-Americano de Futebol de 1916
O Campeonato Sul-Americano de Futebol de 1916 foi a primeira edição da competição. Criada como parte dos festejos do Centenário de Independência da Argentina foi a competição internacional mais importante na América do Sul até a criação do Mundial de 1930.
Participaram da disputa quatro seleções: Argentina, Brasil, Chile e Uruguai. Todos jogaram entre si em turno único, sagrando-se como campeão o Uruguai.

## Classificação
| Pos. | Seleção   | Pts | J | V | E | D | GP | GC | SG |
| ---- | --------- | --- | - | - | - | - | -- | -- | -- |
| 1    | Uruguai   | 5   | 3 | 2 | 1 | 0 | 6  | 1  | +5 |
| 2    | Argentina | 4   | 3 | 1 | 2 | 0 | 7  | 2  | +5 |
| 3    | Brasil    | 2   | 3 | 0 | 2 | 1 | 3  | 4  | –1 |
| 4    | Chile     | 1   | 3 | 0 | 1 | 2 | 2  | 11 | –9 |

## Jogos
- Entre parênteses, o resultado do primeiro tempo.

2 de julho de 1916
| Uruguai        | 4 - 0 (2-0) | Chile | Estádio G.E.B.A., Buenos Aires Público: 3.000 espectadores Ref: Hugo Gronda |
| Piendibene 44' |             |       | Estádio G.E.B.A., Buenos Aires Público: 3.000 espectadores Ref: Hugo Gronda |
| Gradín 29'     |             |       |                                                                             |
| Gradín 70'     |             |       |                                                                             |
| Piendibene 59' |             |       |                                                                             |

6 de julho de 1916
| Argentina        | 6 - 1 (1-1) | Chile    | Estádio G.E.B.A., Buenos Aires Público: 18.000 espectadores Ref: Sidney Pullen |
| Ohaco 2'         |             | Baéz 44' | Estádio G.E.B.A., Buenos Aires Público: 18.000 espectadores Ref: Sidney Pullen |
| Brown 60' (p)    |             |          |                                                                                |
| Brown 62' (p)    |             |          |                                                                                |
| Marcovecchio 67' |             |          |                                                                                |
| Ohaco 75'        |             |          |                                                                                |
| Marcovecchio 89' |             |          |                                                                                |

8 de julho de 1916
| Chile       | 1 - 1 (0-1) | Brasil          | Estádio G.E.B.A., Buenos Aires Público: 15.000 espectadores Ref: León Peyrou |
| Salazar 85' |             | Demósthenes 29' | Estádio G.E.B.A., Buenos Aires Público: 15.000 espectadores Ref: León Peyrou |

10 de julho de 1916
| Argentina  | 1 - 1 (1-1) | Brasil      | Estádio G.E.B.A., Buenos Aires Público: 16.000 espectadores Ref: Carlos Fanta |
| Laguna 10' |             | Alencar 23' | Estádio G.E.B.A., Buenos Aires Público: 16.000 espectadores Ref: Carlos Fanta |

12 de julho de 1916
| Uruguai     | 2 - 1 (0-1) | Brasil          | Estádio G.E.B.A., Buenos Aires Público: 15.000 espectadores Ref: Carlos Fanta |
| Gradín 58'  |             | Friedenreich 8' | Estádio G.E.B.A., Buenos Aires Público: 15.000 espectadores Ref: Carlos Fanta |
| Tognola 77' |             |                 |                                                                               |

17 de julho de 1916 
O jogo começou no dia 16 de julho, mas foi suspenso aos 5' por conta de incidentes no Estádio G. E. B. A. e foi reiniciado no dia seguinte em outro estádio.
| Argentina | 0 - 0 (0-0) | Uruguai | Estádio do Racing, Avellaneda Público: 17.000 espectadores Ref: Carlos Fanta |

## Artilharia
3 gols
- URU Isabelino Gradín

2 gols
- ARG Alberto Marcovecchio
- ARG Alberto Ohaco
- ARG Juan Domingo Brown
- URU José Piendibene

1 gol
- ARG José Manuel Durand Laguna
- BRA Arthur Friedenreich
- BRA Demosthenes Correa de Syllos
- BRA Manoel Alencar Monte
- CHI Hernando Salazar
- CHI Telésforo Báez
- URU José Tognola

## Assistentes
1 assistência
- ARG Juan Heissinger
- ARG Ricardo Olazar
- ARG Adolfo Perinetti
- BRA Arthur Friedenreich
- CHI Alfredo Geldes
- CHI Clodomiro Moreno
- URU Antonio Bracchi
- URU Pascual Somma

Fontes: Big Soccer 